# Anthenea tuberculosa
Anthenea tuberculosa is een zeester uit de familie Oreasteridae.
De wetenschappelijke naam van de soort werd in 1847 gepubliceerd door John Edward Gray.